# Kråkö
L'île Kråkö est une île de Finlande.

## Géographie
Située à 15 km au Sud de Porvoo, l'île est peuplée essentiellement de Suédois. De nombreuses maisons ne sont occupées que dans la saison estivale. Elle est reliée au continent par un pont. 
Peuplée de 330 habitants, l'île est composée de trois villages : Mörtnäs, Girsnäs et Kristenäs.
Il y a une école primaire avec trois enseignants et une station de pompiers volontaires ainsi qu'un musée sur la construction navale sur l'île. Les commerces et la cafétéria ont fermé à la fin des années 1990.  